# Lakócsa
Lakócsa je obec v maďarské župě Somogy. V roce 2014 zde žilo 559 obyvatel.

## Sousední obce
Drávafok, Felsőszentmárton, Potony, Szentborbás, Teklafalu, Tótújfalu